# Kij (otok)
Kij (rus. Кий-остров) je otok u Oneškom zaljevu Bijelog mora, 8 km od obale i 15 km od grada Onege. Otok se proteže 2 kilometra od sjeverozapada prema jugoistoku, ali njegova širina ne prelazi 800 metara. Otok uključuje široke i pješčane plaže, borove šume bogate bobicama i velike stijene. Ima izuzetno zanimljivu arhitektonsku cjelinu koja uključuje povijesni samostan Kijski Krestni. Otok je poznata tursitička destinacija.

## Povijest
Godine 1632. budući patrijarh Nikon pokušao je pobjeći iz Solovki u manastir Kožeozero na jugu. Kako se Nikon kasnije prisjećao, izbila je oluja i njegov je život bio u opasnosti. Redovnik je počeo moliti svetom križu i ubrzo je njegov brod bio izbačen na obalu otoka Kij, gdje je podigao drveni križ kako bi zahvalio nebu.
Dvadeset godina kasnije, otišao je iz Novgoroda u Solovke kako bi u Moskvu donio relikvije mitropolita Filipa. Na putu je posjetio otok Kiy i bio je zadovoljan kad je vidio da njegov drveni križ još uvijek stoji. Nakon što je godinu dana kasnije postao patrijarh, Nikon je naredio da se na tom mjestu osnuje manastir. Samostan je posvećen Svetom Križu 1656. godine, nakon čega je 4537 seljaka proglašeno njegovim vlasništvom.
Pod Nikonovim nadzorom samostan Krestni (rus. Кий-островский Крестный монастырь) postao je jedan od najbogatijih u regiji. Patrijarh je redovnicima poslao ogroman križ od čempresa, koji je naručio u Palestini kao "točnu repliku Pravog Križa " i raskošno ukrašen draguljima. Godine 1660. posljednji je put posjetio samostan i tamo ostao godinu dana. Vjeruje se da je svojeglavi patrijarh osobno odabrao lokaciju i dizajnirao većinu zgrada prema svom ukusu. Za njegovu vlastitu upotrebu unutar katedrale je izgrađen jedinstveni koralni loft. Veliki dio samostanskih zgrada, uključujući katedralu, izgrađen je od lokalnog granita kako bi bio u skladu sa stjenovitim krajolikom.
Nakon Nikonova pada, manastir je propao, a njegova imovina je oduzeta. Britanska kraljevska ratna mornarica opljačkala je otok tijekom Krimskog rata 9. srpnja 1854. Sljedeće godine oštećen je u požaru, ali Sveti Sinod odlučio je za obnovu kompleksa. Komunisti su raspustili samostan 1922. godine.

## Zgrade
Granitne visine otoka okrunjene su četverostupnom katedralom Uzvišenja sv. Križa, posvećenom u prisutnosti Nikona 4. rujna 1661. Njegove monumentalne proporcije su namjerno arhaične, ali ukupni dojam je neobično prostran i svijetao za tradicionalnu rusku arhitekturu. Prije su postojale tri kupole, ali samo središnja još uvijek postoji. Druge građevine iz Nikonova razdoblja uključuju kapelu nad bunarom (1661.), dvokatnu blagovaonsku crkvu Rođenja Blažene Djevice Marije (1689.), na žalost jako oštećenu crkvu Svih Svetih (1661.) i razne gospodarske zgrade.

## Vanjske poveznice
- Fotografije
- Fotografije_2007
- (rus.) Arhitektonski spomenici ruskog sjevera